# Abraham Willemsens

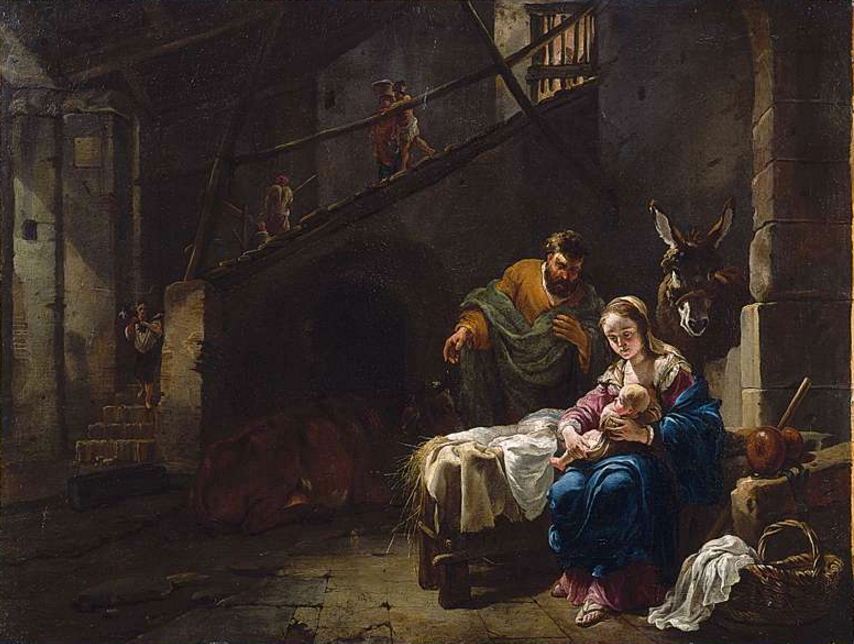
Natividad, óleo sobre lienzo, 49,5 x 65,5 cm, Galerie Jan de Maere.

Abraham Willlemsen o Willemsens (Amberes, 15 de febrero de 1614-Amberes, 5 de diciembre de 1672) fue un pintor barroco flamenco, alguna vez identificado con el anagramista A. W.

## Biografía y obra
Inscrito en el gremio de San Lucas de Amberes en el curso 1627/1628 como alumno de Guillaume Anthoni —o Willem Antonissen—, cultivó la pintura historiada y de género. En 1645 se le documenta en París. Trabajó para Matthijs Musson y Guillam Forchondt, influyentes marchantes de arte amberinos. Así, por el registro de ventas de Musson de 1669, se tiene constancia del envío de una serie de obras de Willemsen a España. Falleció en Amberes el 5 de diciembre de 1672, y fue enterrado en la iglesia de San Jorge, como algunos años después lo sería también su esposa, María de Lang, precisándose en la partida de enterramiento que había llegado a ser decano del gremio de San Lucas.
La identificación del nombre del pintor fue posible gracias a la aparición de una pintura conservada antes en colección particular de Bélgica que representa a Minerva visitando a la Musas en el Helicón, copia con alguna variante de un original de Hendrick van Balen, firmada con el nombre completo. Confundido inicialmente con el anagramista A. W., la aparición de una segunda pintura también firmada, cercana al estilo de los hermanos Le Nain, llevó a Gregory Martin a identificarlo con el llamado Maestro de las Beguinas o de los Beguinages, un maestro activo en París a mediados del siglo XVII cuya pintura, influida por los Le Nain, muestra reminiscencias también de Simon Vouet y los caravaggistas franceses, influencias que son patentes en obras como la Natividad de la Galerie Jan de Maere, firmada con el anagrama AB.W. Del mismo modo se encuentra firmada la Asunción de la Virgen del monasterio de las Comedadoras de Santiago de Madrid, parte de una serie de pinturas sobre cobre dedicada a la vida de la Virgen, fechada en 1665, en la que colaboró con Erasmus Quellinus II, Willem van Herp, Michael Angelo Immenraet y Anton Goubau.

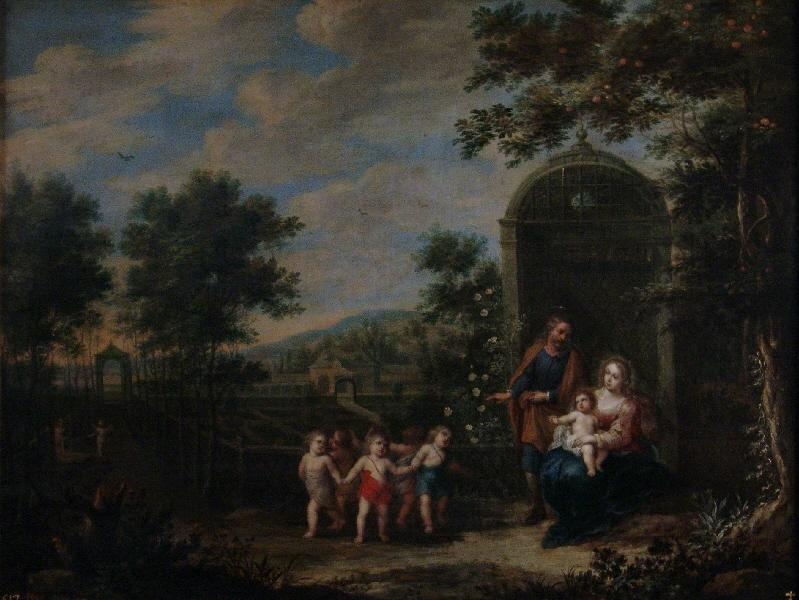
Descanso en la huida a Egipto, Anagramista A. W., óleo sobre cobre, 58 x 77 cm, Museo de Bellas Artes de Granada (depósito del Museo del Prado).

El llamado anagramista A. W., que firma A. W. IN. F. dos pequeños cobres propiedad del Museo del Prado (en depósito en el Museo de Bellas Artes de Granada) y una serie de seis pinturas con el tema de la Pasión conservada en el Santuario de Nuestra Señora del Henar de Cuéllar, entre otras, podría al contrario ser identificado, según la propuesta de Gregory Martin, con Adriaen Willemhoudt, maestro en la estela de Frans Francken II que, como Willemsen, trabajó para Forchondt. Buena parte de su producción, de carácter religioso y a menudo en la forma de paisaje con figuras, debió de tener como destino el mercado español donde se encuentran, junto con los citados cobres propiedad del Museo del Prado, procedentes de la colección real, y la serie cuellarana, una serie de ocho escenas evangélicas sobre cobre, más el Martirio de san Sebastián y la Transverberación de santa Teresa, en el convento de las Madres carmelitas de Alba de Tormes, una serie de cinco motivos bíblicos en colección particular de Bilbao, otra serie más amplia y de calidad inferior formada por once pinturas guardadas en la catedral de Almería, cuatro cobres de asuntos diversos (El regreso de la huida de Egipto, La multiplicación de los panes y los peces, La transverberación de santa Teresa y La Virgen entregando el rosario a santo Domingo) en la colegiata de Villafranca del Bierzo y dos más en la catedral de Segovia (Huida a Egipto y Camino del Calvario), todos ellos de estilo más avanzado que el de las obras seguras de Willemsen y firmados de forma coincidente con el mismo anagrama que los cobres del Museo del Prado.